# Sergio Chierici
Sergio Chierici (La Spezia, 16 ottobre 1966) è un compositore e direttore di coro italiano.

## Biografia
Sergio Chierici ha svolto a partire dagli anni '80 studi musicali e umanistici con docenti tra i quali Emilia Fadini, Oscar Mischiati, Luigi Ferdinando Tagliavini.
È coautore delle norme di Catalogazione dei beni culturali del Ministero dei beni e delle attività culturali e del turismo (ICCD) relative agli organi (SMO) e agli strumenti musicali (SM).
Ha composto opere vocali, strumentali ed elettroniche, pubblicate ed eseguite in Italia e all'estero.
Dal 2011 dirige l'Unione Corale La Spezia.

## Discografia
- 1998 - O Tidings of Comfort and Joy (EMA Vinci Records)
- 2011 - Llibre Vermell, elab. (EMA Vinci Records)
- 2012 - Suoni nel vento dei ricordi (EMA Vinci Records)
- 2013 - Ad occhi aperti (EMA Vinci Records)
- 2013 - Natale: il tempo dei ricordi (EMA Vinci Records)
- 2014 - O Love, I Live and Die in Thee (EMA Vinci Records)
- 2014 - Partite Diatoniche (EMA Vinci Records)
- 2014 - I Saw Three Ships (EMA Vinci Records)
- 2014 - Cantigas de Santa Maria, elab. (EMA Vinci Records)
- 2015 - Suite per pianoforte 1981 (EMA Vinci Records)
- 2015 - Bagatelle per pianoforte 1986 (EMA Vinci Records)
- 2015 - Evolvere2 (EMA Vinci Records)
- 2015 - Quadliparmiut (EMA Vinci Records)
- 2015 - Movie Passion, Vol. 1 (EMA Vinci Records)
- 2016 - Miti d’amore (EMA Vinci Records)
- 2016 - Movie Passion, Vol. 2 (EMA Vinci Records)
- 2016 - Danse de la Joie (EMA Vinci Records)
- 2016 - Sisma 1988 (EMA Vinci Records)
- 2016 - LN Sei animali e una coda (EMA Vinci Records)
- 2017 - Ligurtango (EMA Vinci Records)
- 2017 - Ligurtango Reprise (EMA Vinci Records)

- 2017 - Movie Passion, Vol. 3 (EMA Vinci Records)
- 2018 - Claudio Monteverdi, Scherzi Musicali a tre voci (Tactus)
- 2019 - Viaggio nel cosmo (Sonus)